# مبارزة الأبطال
مبارزة الأبطال مسلسل رسوم متحركة كوري جنوبي أنتج عام 2006 ويتكون من 52 حلقة وتمت دبلجته المسلسل للغة العربية وعرض على قناة إم بي سي 3 .

## روابط خارجية
- KBS한국방송 인조곤충 버그파이터 홈페이지
- 버그파이터 : 한국 공식 홈페이지 (소멸)
- 아카데미과학 버그파이터
- 인조곤충 버그파이터 - 미만부